# Боровка (Матвієвський район)
Бо́ровка (рос. Боровка) — село у складі Матвієвського району Оренбурзької області, Росія.

## Населення
Населення — 31 особа (2010; 72 у 2002).
Національний склад (станом на 2002 рік):
- росіяни — 71 %